# Troy (hrabstwo Cheshire)
Troy – jednostka osadnicza w Stanach Zjednoczonych, w stanie New Hampshire, w hrabstwie Cheshire.